# Liste der Zuflüsse des Kochers
Die Liste der Zuflüsse des Kochers enthält die Nebenflüsse des Kochers.
Er hat eine Länge von 168 km, ein Einzugsgebiet von 1961 km² und zehn Zuflüsse von über 10 km Länge, nämlich
die Lein mit 55 km,
die Blinde Rot/Adelmannsfelder Rot mit 27 km,
die (Fichtenberger) Rot mit 37 km,
die Bibers mit 21 km,
die Bühler mit 48 km,
den Grimmbach mit 11 km,
die Kupfer mit 26 km,
die Sall mit 21 km,
die Ohrn mit 32 km und
die Brettach mit 42 km.
Von diesen fließen ihm nur die Blinde Rot/Adelmannsfelder Rot, die Bühler und der Grimmbach von rechts zu. Bemerkenswert ist die große Länge seines Zuflusses Lein am Oberlauf, der am Punkt des Zusammenflusses mehr als doppelt so lang ist wie der Kocher-Oberlauf.

## Karte

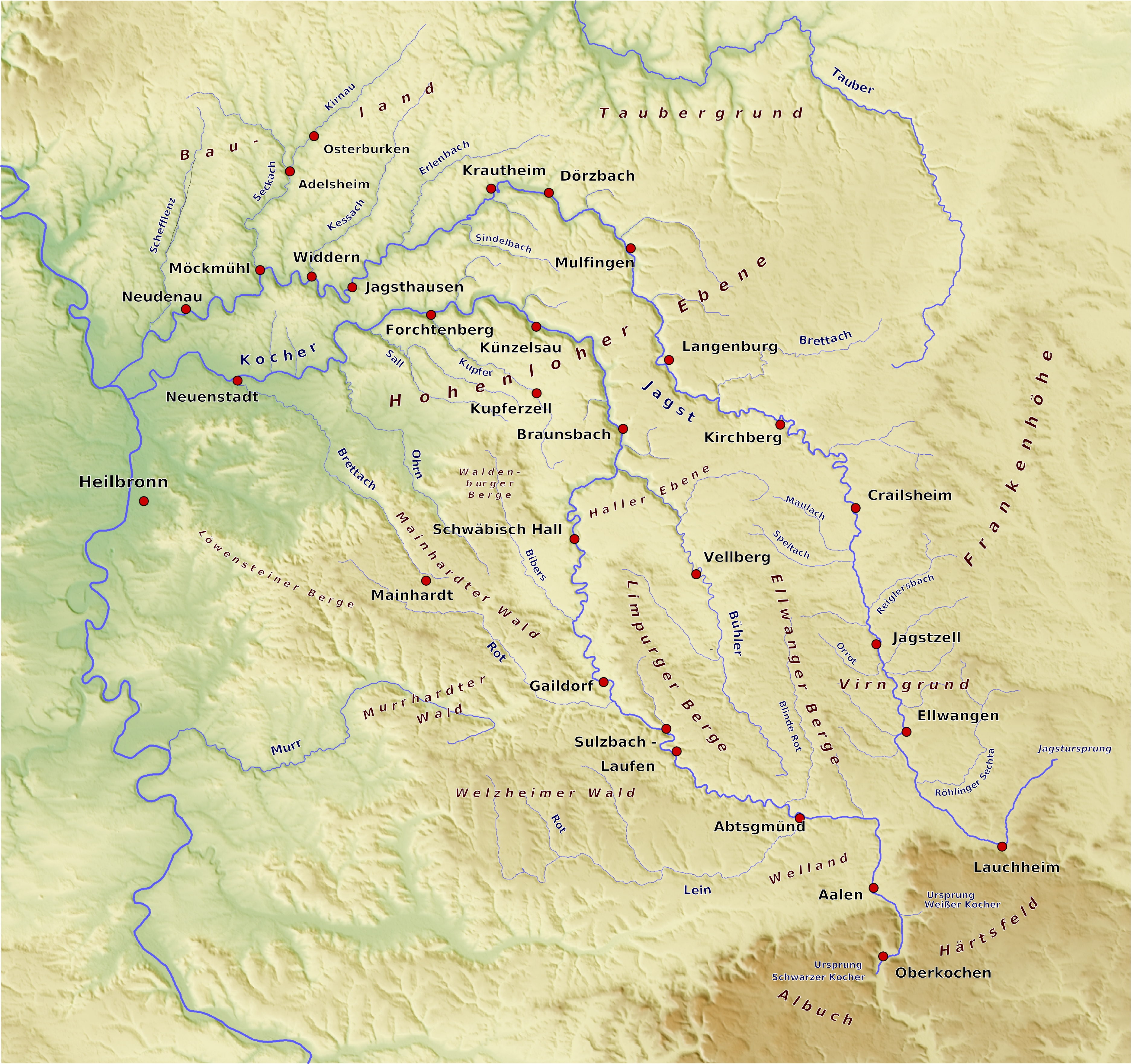
Karte des Kocherverlaufs (interaktive Karte)

## Diagramm
Zuflüsse mit mehr als 10 km Länge, jeweils mit längstem Oberlauf-Strang, von der Mündung bis zur Quelle:

## Tabelle der großen Zuflüsse
Tabelle der nach Länge oder Einzugsgebiet 20 größten direkten Zuflüsse. Zum Vergleich auch die entsprechenden Angaben zum Kocher selbst.
Nachweise in den Einzelartikeln.
| Name              | GKZ       | Seite  | Stat. km | Länge km | EZG km² | Mündung Ort                             | m ü. NHN | Ursprung Ort                                                | m ü. NHN | Bemerkung                                                                                      |
| ----------------- | --------- | ------ | -------- | -------- | ------- | --------------------------------------- | -------- | ----------------------------------------------------------- | -------- | ---------------------------------------------------------------------------------------------- |
| Gutenbach         | 2386-1122 | links  | 166,1    | 003,1    | 0012,3  | ⊙ in Oberkochen                         | 486      | ⊙ Hungerbrunnen im Wolfertstal                              | 526      | Strang Wolfertsbach → Langertbach → Gutenbach; mündet in einen Mühlkanal des Schwarzen Kochers |
| Aal               | 2386-1400 | links  | 157,7    | 008,1    | 0028,6  | ⊙ in Aalen                              | 427      | ⊙ bei Essingen-Oberkolbenhof                                | 494      | Strang Sauerbach → Aal                                                                         |
| Schlierbach       | 2386-1800 | rechts | 149,6    | 007,6    | 0013,1  | ⊙ bei Hüttlingen-Niederalfingen         | 392      | ⊙ bei Neuler-Leinenfirst                                    | 525      |                                                                                                |
| Lein              | 2386-2000 | links  | 143,7    | 056,7    | 0250,1  | ⊙ in Abtsgmünd                          | 367      | ⊙ westlich von Kaisersbach                                  | 544      | länger und einzugsgebietsreicher als der Kocher bis dorthin                                    |
| Blinde Rot        | 2386-3200 | rechts | 140,9    | 028,5    | 0060,6  | ⊙ bei Abtsgmünd-Schäufele               | 363      | ⊙ bei Frankenhardt-Hirschhof                                | 503      |                                                                                                |
| Rötenbach         | 2386-3400 | rechts | 132,6    | 007,4    | 0012,1  | ⊙ bei Obergröningen-Algishofen          | 353      | ⊙ südöstlich des Altenbergs im Abtswald von Adelmannsfelden | 485      | Strang Hohlenbach → Rötenbach                                                                  |
| Eisbach           | 2386-3800 | rechts | 118,6    | 009,2    | 0019,4  | ⊙ in Sulzbach-Laufen-Sulzbach am Kocher | 336      | ⊙ bei Gaildorf-Winzenweiler                                 | 495      | Strang Rotklingenbach → Eisbach                                                                |
| Steigersbach      | 2386-3920 | links  | 113,9    | 006,0    | 0016,5  | ⊙ vor Gaildorf-Unterrot                 | 327      | ⊙ bei Gschwend-Wildgarten                                   | 475      |                                                                                                |
| Fichtenberger Rot | 2386-4000 | links  | 112,4    | 037,3    | 0137,4  | ⊙ bei Gaildorf-Unterrot                 | 327      | ⊙ bei Wüstenrot-Bernbach                                    | 495      |                                                                                                |
| Bibers            | 2386-5400 | links  | 099,6    | 021,5    | 0063,3  | ⊙ vor Rosengarten-Westheim              | 309      | ⊙ bei Waldenburg-Streithof                                  | 488      |                                                                                                |
| Bühler            | 2386-6000 | rechts | 073,2    | 048,5    | 0276,9  | ⊙ bei Braunsbach-Geislingen am Kocher   | 247      | ⊙ bei Abtsgmünd-Pommertsweiler                              | 467      |                                                                                                |
| Grimmbach         | 2386-7120 | rechts | 071,0    | 011,2    | 0030,4  | ⊙ vor Braunsbach                        | 246      | ⊙ bei Gerabronn-Dünsbach                                    | 462      | Strang Elber → Grimmbach                                                                       |
| Eschentaler Bach  | 2386-7140 | links  | 065,8    | 007,1    | 0012,8  | ⊙ in Braunsbach-Döttingen               | 235      | ⊙ bei Braunsbach-Rückertsbronn                              | 435      |                                                                                                |
| Künsbach          | 2386-7180 | links  | 054,0    | 007,5    | 0010,7  | ⊙ in Künzelsau                          | 210      | ⊙ bei Künzelsau-Etzlinsweiler                               | 393      | Strang Bauersbach → Künsbach                                                                   |
| Deubach           | 2386-7200 | rechts | 052,0    | 008,4    | 0022,5  | ⊙ bei Künzelsau-Nagelsberg              | 209      | ⊙ bei Künzelsau-Amrichshausen                               | 419      |                                                                                                |
| Langenbach        | 2386-7340 | rechts | 044,0    | 009,4    | 0014,5  | ⊙ in Weißbach                           | 195      | ⊙ nahe dem Flugplatz Ingelfingen-Bühlhof                    | 400      |                                                                                                |
| Kupfer            | 2386-7400 | links  | 041,3    | 025,9    | 0072,5  | ⊙ in Forchtenberg                       | 191      | ⊙ bei Untermünkheim-Übrigshausen                            | 397      |                                                                                                |
| Sall              | 2386-7600 | links  | 035,2    | 021,3    | 0052,3  | ⊙ vor Forchtenberg-Sindringen           | 184      | ⊙ bei Kupferzell-Belzhag                                    | 350      |                                                                                                |
| Ohrn              | 2386-7800 | links  | 027,7    | 032,9    | 0153,3  | ⊙ in Öhringen-Ohrnberg                  | 174      | ⊙ bei Mainhardt-Bubenorbis                                  | 454      |                                                                                                |
| Buchsbach         | 2386-7960 | rechts | 019,5    | 007,7    | 0013,9  | ⊙ bei Hardthausen am Kocher-Buchsmühle  | 167      | ⊙ bei Widdern-Seehaus                                       | 308      |                                                                                                |
| Brettach          | 2386-8000 | links  | 014,9    | 042,0    | 0153,5  | ⊙ in Neuenstadt am Kocher               | 160      | ⊙ bei Mainhardt-Lachweiler                                  | 486      |                                                                                                |
| Merzenbach        | 2386-9420 | links  | 001,4    | 006,3    | 0007,6  | ⊙ in Bad Friedrichshall-Kochendorf      | 145      | ⊙ nahe Oedheim-Degmarn                                      | 211      | Strang Hirschbach → Merzenbach; mündet in einen Mühlkanal                                      |
| Kocher            | 2386-0000 | n. a.  | 000,0    | 168,6    | 1958,4  | ⊙ bei Bad Friedrichshall-Kochendorf     | 148      | ⊙ bei Oberkochen                                            | 499      | Strang Schwarzer Kocher → Kocher                                                               |

## Liste der Zuflüsse
Nach TK25, LUBW-FG10 und LUBW-GEZG. Einzugsgebietsgrößen allermeist nach LUBW-GEZG, sonst auf der Hintergrundkarte abgemessen. Länge bevorzugt nach den Datensätzen der LUBW-FG10, selten auf der Hintergrundkarte abgemessen. Namen bevorzugt nach TK25. Kursiviert stehen die Gewässernamen aus den Quellen oder landschaftstopographische Namen aus den Quellen, mit deren Hilfe sie ersatzweise bezeichnet werden, wo kein Name für das Gewässer selbst vorlag (Talnamen, Gewannnamen usw.). Die dazu ebenfalls benutzten generischen Bezeichnungen stehen unkursiviert.
Mühlkanäle werden meist nicht mit aufgeführt.
Die Streckenzüge der LUBW-FG10 umfassen vor allem am Mittel- und Unterlauf im Bereich des Muschelkalktals ab Westheim häufig jahreszeitlich trockene Abschnitte.
Ursprung des Schwarzen Kochers in mehreren Karstquellaustritten etwa einen halben Kilometer südlich des Ortsrandes von Oberkochen im Gewann Strick am linken Talhang.

### Oberlauf

#### Quelle bis Lein
- Roter Kocher, von links und Westen auf etwa 493 m ü. NHN am Südrand von Oberkochen, ca. 0,2 km und unter 0,1 km² oberirdisches Einzugsgebiet, aber Karstquelle.
- Katzenbach, am Unterlauf auch Zollbach, von links und Nordwesten auf etwa 490 m ü. NHN in Oberkochen bei der Brücke der Bahnhofstraße in einen Mühlkanal links des (Schwarzen) Kochers, 0,7 km und ca. 0,5 km².
- Gutenbach oder Langertbach aus dem Wolfertstal, von links und Nordwesten auf etwa 486 m ü. NHN in Oberkochen unmittelbar vor dessen Rücklauf in den genannten Mühlkanal, bis zu 3,1 km und 12,3 km².
- Edlenbach, von rechts und Südsüdosten nach den Talsportplätzen am Ortsende von Oberkochen auf etwa 477 m ü. NHN, ca. 0,7 km und ca. 5,1 km². Entspringt im Gelände einer Gärtnerei in der Talmulde Langes Teich auf etwa 503 m ü. NHN.

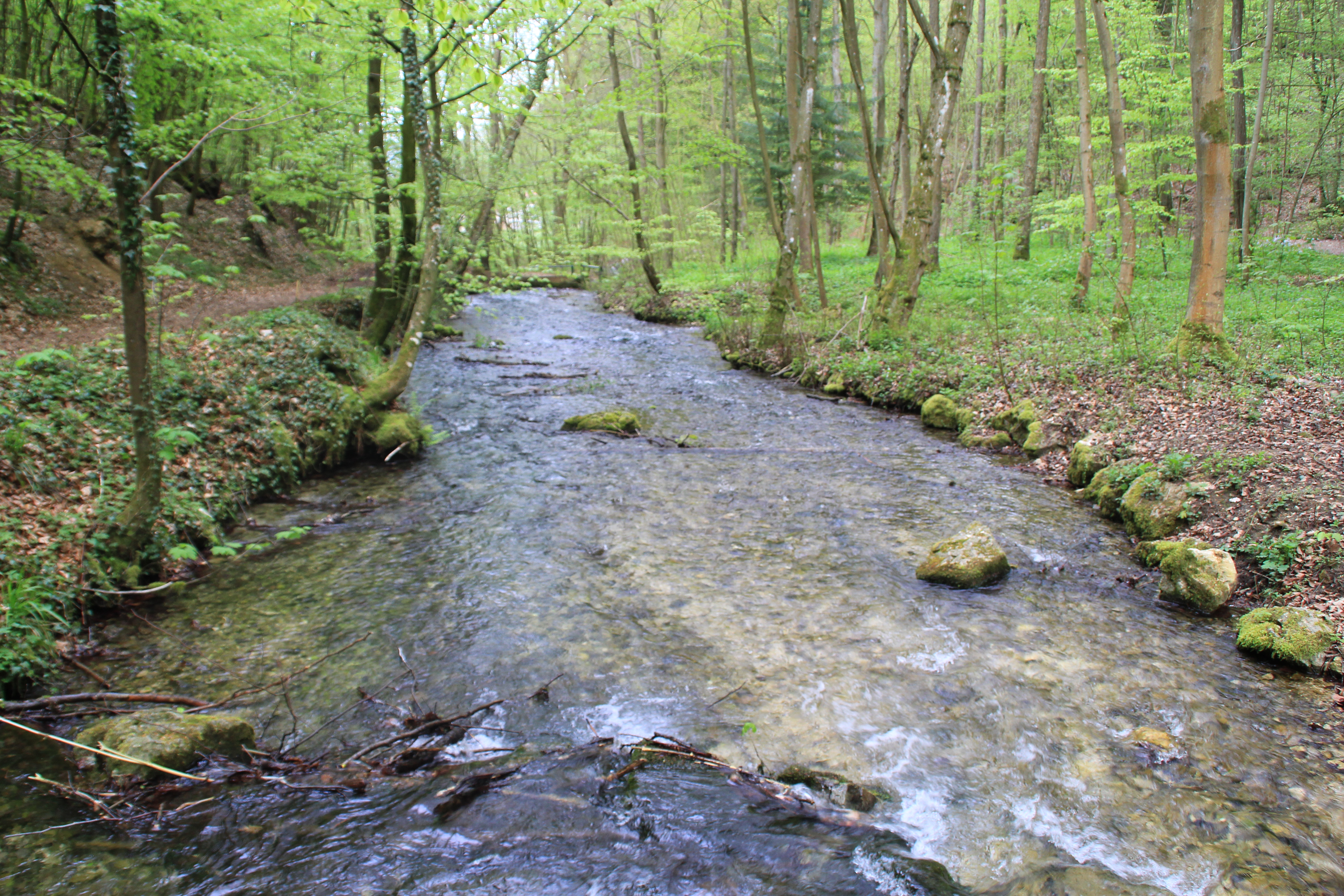
Der Weiße Kocher

- Weißer Kocher, von rechts und insgesamt Osten auf 450 m ü. NHN bei Unterkochen oberhalb der Neukochener Kläranlage, 3,3 km und 8,5 km². Entspringt auf meist bis zu 520 m ü. NHN östlich der Pulvermühle von Unterkochen.
Mit Hinzutritt dieses Oberlaufs wird der bis dorthin 7,7 km lange Schwarze Kocher, der ein (oberirdisches) Einzugsgebiet von 38,0 km² hat, zum Kocher.
- Pflaumbach, von rechts und Ostnordosten in Aalen am Gleisdreieck der Industriestraße, 3,6 km und ca. 3,9 km².[1] Entspringt auf etwa 587 m ü. NHN an der Nikolaushalde neben der L 1080 von Brastelburg nach Himmlingen herunter.
- Aal, von links und zuletzt Westen auf etwa 427 m ü. NHN in Aalen beim Reichstädter Markt, 8,1 km mit längstem Oberlauf Sauerbach und 28,6 km².
Siehe Liste der Fließgewässer im Flusssystem Aal

- Taufbach, von rechts in Aalen an der Nordostspitze des Stadtgartens, 3,4 km und ca. 2,7 km².[1]
- Hirschbach (!), von rechts in Aalen bei der Schleifbrückenstraße, 4,2 km und 4,4 km².
- Weiherwiesenbach, von links bei Aalen neben der Willy-Brandt-Straße, 1,3 km und ca. 0,8 km².[1]
- Weidenfeldbach, von links bei der Aalen-Wasseralfinger Kläranlage, 1,6 km und 0,9 km².
- Übelbach, von rechts in Aalen-Wasseralfingen unterhalb der Straße Eisenschmelz, 1,4 km und ca. 1,9 km².[1]
- Auchtwiesenbach, von links in Aalen-Wasseralfingen beim Feuerwehrhaus, 2,2 km und ca. 0,9 km².[1]
- Krummhaldenbach, von links bei Aalen-Wasseralfingen am Sportplatz, 1,9 km und ca. 1,1 km².[1]
- Eichelbergbach, von rechts und Südosten am nördlichen Ortsende von Wasseralfingen, 1,9 km und ca. 1,6 km².[1]
- Mühlbach, von rechts an der Heimatsmühle in Aalen in den Mühlkanal, 2,2 km und 2,8 km².
- (Bach durch die Albanusklinge), von links bei Hüttlingen am Kreisel zur B-29-Auffahrt, 0,6 km und ca. 0,3 km².[1]
- Onatsbach, von links auf etwa 403 m ü. NHN vor Hüttlingen am südlichen Ortsrand, 3,4 km und 3,2 km².
- Mittelbach, von rechts auf 402,7 m ü. NHN bei Hüttlingen-Bolzenweiler gegenüber dem Industriegebiet Hüttlingens In den Kocherwiesen, 5,5 km (mit Zufluss Brunnentalbach als längerem Oberlauf) und 5,9 km².
- Dorfbach, von rechts in Hüttlingen neben der Gartenstraße, 1,4 km und ca. 2,4 km².[1]
- Schlierbach, von rechts beim Hüttlingen-Niederalfinger Auweg, 7,5 km und 13,3 km².
- (Hangbach vom Köhlwald), von rechts gegenüber der Hüttlinger Kläranlage, 0,7 km.
- Bodenbach, von links an der oberen Straßenbrücke nach Aalen-Waiblingen, 3,7 km und 4,7 km².
- Kehlenbach, von rechts gegenüber der Scherrenmühle der Stadt Aalen, 1,2 km.
- Schlossbach, auch Steinbach, von links in den Mühlkanal der Scherrenmühle der Stadt Aalen, 1,9 km.
- (Hangbach vom Scherrenberg), von links bei Aalen-Mühlhäusle in den Kanal der Scherrenmühle, 0,8 km.
Kurz nach der Scherrenmühle geht rechtsseitig der 1,8 km lange Hüttenwerkskanal ab, der dann unterhalb wieder zurück in den Kocher fließt. Er nimmt die rechten Zuflüsse bis zum Krummbach auf:
- Ziegenbach, von rechts bei Hüttlingen-Zanken (Gemeindeexklave) in den Hüttenwerkskanal, 2,4 km.
- Krummbach, von rechts bei Abtsgmünd-Neuschmiede auch in den Hüttenwerkskanal, 3,3 km.
- (Hangbach vom Buchberg), von links an der Feldwegbrücke am Kocherwasen (Straßenname), 0,4 km.
- Lein, von links und insgesamt Westen auf 367,4 m ü. NHN am Nordrand von Abtsgmünd, 56,7 km und 250,1 km².
Der Kocher selbst hat bis zum Mündungspunkt der Lein erst eine Länge von 24,7 km und ein Einzugsgebiet von 152,1 km².

#### Lein bis Fichtenberger Rot
- (Auengraben bei Abtsgmünd-Altschmiede), von rechts gegenüber dem Abtsgmünder Sportplatz, 0,4 km. Unbeständig.
- (Zwei Klingenbäche vom Hart herab), von links gegenüber der Ausägmühle, je 0,1 km. Unbeständig.
- (Klingenbach aus dem südöstlichen Wöllsteiner Holz), von links, 0,6 km. Unbeständig.
- (Klingenbach aus dem östlichen Wöllsteiner Holz), von links, 0,3 km.
- (Zufluss), von rechts gegenüber der Kläranlage, 0,2 km. Unbeständig.
- (Klingenbach vom Schweden herab), von rechts auf etwa 327,1 m ü. NN[2], 0,3 km.
- Blinde Rot/Adelmannsfelder Rot, von rechts und insgesamt Norden auf 363,2 m ü. NHN bei Abtsgmünd-Schäufele, 28,5 km und 60,6 km².
- Gesägter Steinbach vom Koten herab, von rechts bei Abtsgmünd-Schäufele, 1,3 km.
- (Klingenbach aus dem nördlichen Wöllsteiner Holz), von links auf etwa 361,6 m ü. NN, ca. 0,4 km. Unbeständig.
- Ammertwiesenbach, von rechts in die Abtsgmünd-Wöllsteiner Nordschlinge, 0,9 km.
- Fleckenbach, von links beim Wöllsteiner Kapellenweg, 1,3 km.
- (Hangbach nordwestlich der Wöllsteiner Schlosshöfe), von links gegen Ende der Wöllsteiner Südschlinge, 0,4 km.
- Schlierbach, von rechts auf etwa 358 m ü. NHN gleich nach Abtsgmünd-Wöllstein, 2,2 km mit längerem linke, vielleicht Kühbächle genannte Oberlauf und ca. 1,8 km².
- Stockbühlbach, von links bei Abtsgmünd-Fischhaus, 1,3 km.
- Reichertshofer Bach, von rechts bei Abtsgmünd-Reichertshofen, 1,0 km.
- Gießbach, von rechts auf etwa 355 m ü. NHN gegenüber der Reichertshofener Mühle in die Abtsgmünd-Reichertshofener Nordschlinge, 2,4 km. und ca. 1,7 km².
- Maisenbach, von rechts auf etwa 355 m ü. NHN bei Abtsgmünd-Christhäuser durch die Christklinge, 3,2 km und 2,0 km².
- (Hangbach aus dem Geschäle), von links gegenüber von Abtsgmünd-Schafhäuser, 0,2 km. Unbeständig.
- Streitbach, von links und Südwesten auf etwa 353,7 m ü. NHN am Südostrand von Obergröningen-Fach, 2,5 km und ca. 2,8 km².
- (Auengraben), von rechts gegenüber Fach, 0,1 km.
- (Bach aus dem Brastel), von rechts nach der Facher Archenbrücke, 0,9 km.
- (Klingenbach), von links im beginnenden Hangwald westlich von Fach, 0,2 km.
- Rötenbach mit Oberlauf Hohlenbach, von rechts auf 353 m ü. NN vor dem Obergröningen-Algishofener Wehr, 7,4 km und 12,1 km².
- Suhbach, von links und Südwesten auf etwa 351 m ü. NHN bei Obergröningen-Algishofen in den Mühlkanal des E-Werks, 2,1 km und ca. 2,4 km².
- Herrenbach, von links auf etwa 350,3 m ü. NN bei Abtsgmünd-Herrenfeld, 1,0 km.
- (Klingenbach), von links wenig unter 350,1 m ü. NN von Abtsgmünd-Letten her in die Untergröninger Südschlinge, 0,2 km. Unbeständig.
- (Bach durch die Zollklinge), von rechts unterhalb der Brücke der B 19 in Abtsgmünd-Untergröningen, 1,2 km.
- Argenbach, von links und etwa Südwesten auf etwa 348 m ü. NN am Westrand von Abtsgmünd-Untergröningen unterhalb der alten Eisenbahnbrücke über den Kocher, 2,6 km und ca. 1,8 km.
- Öchsenbach, von links und Südwesten auf 347 m gegenüber der Kläranlage unterhalb von Untergröningen, 2,6 km und 3,0 km².
- (Bach aus dem Hägeleswald), von links, 0,9 km.
- (Bach durch die Hirschklinge), von links bei Sulzbach-Laufen-Eckenberg auf 345,6 m ü. NN, 0,6 km.
- Lehenbach, von rechts und Nordosten auf 350,8 m ü. NHN vor Sulzbach-Laufen-Wengen, ca. 3,0 km und ca. 2,2 km².
- (Bach durch die Hasenklinge), von rechts vor der Wengener Archenbrücke, 0,8 km.
- Krempelbach (mit längerem Oberlauf Rühlenbach), von links nach der Wengener Archenbrücke, 4,4 km und 4,5 km².
- (Bach durch die Fuchsklinge), von rechts unterhalb von Wengen, 0,9 km.
- (Bach durch die Harzklinge), von links bei Hägelesburg, 1,2 km.
- (Auengraben), von rechts kurz danach, ca. 0,3 km.
- (Auengraben), von rechts kurz danach auf etwa 342,4 m ü. NN, ca. 0,1 km.
- Großer Wimbach, von links auf etwa 342,2 m ü. NN bei Laufen-Windmühle, 5,3 km und 9,6 km².
- (Hangbach von Schimmelsberg herunter), von rechts gegenüber Windmühle, ca. 0,3 km.
- (Bach durch die Hundsklinge), von rechts am Südrand von Laufen, 0,9 km.
- (Hangbach östlich von Knollenberg), von links gegenüber Laufen, ca. 0,3 km.
- (Hangbach nordöstlich von Knollenberg), von links gegenüber Laufen, ca. 0,1 km.
- (Bach durch die Steinbrunnenklinge), von links gegenüber der Laufener Eisenschmiede, ca. 0,4 km.
- (Bach durch eine Klinge nördlich von Weiler), von links gegenüber der Laufener Eisenschmiede, ca. 0,5 km.
- (Hangbach unterhalb des Bergs), von links gegenüber der Laufener Eisenschmiede, ca. 0,2 km.
- (Bach durch die Steinklinge), von links, 1,3 km.
- (Hangbach unterhalb von Sulzbach-Nestelberg), von links, ca. 0,3 km.
- (Graben nördlich des Kransbergs), von links, ca. 0,1 km.
- Nägelesbach, von rechts gegenüber dem Unteren Gesöde, 5,9 km und 7,5 km².
- (Klingenbach beim Freihöfle), von rechts, 0,8 km.
- (Graben vom Hangfuß des Gesödes), von links vor der Kocherbrücke der K 2635 Sulzbach–Rotenhar, ca. 0,5 km.
- Mühlenbach, von rechts auf etwa 336 m ü. NHN an der Kocherbrücke der K 2635, 2,8 km und ca. 1,7 km².

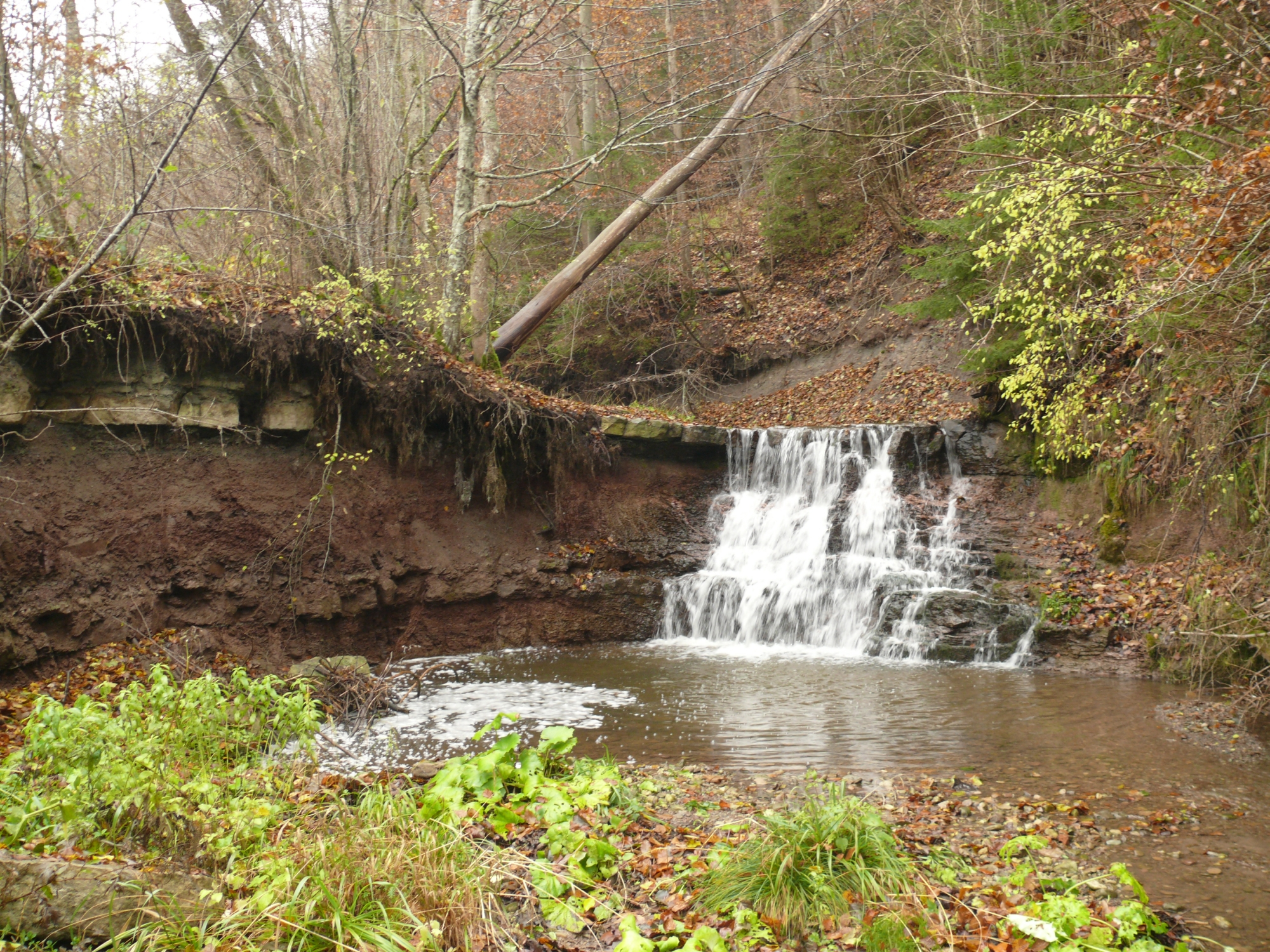
Der Eisbach

- (Graben vom Hang der Deponie), von links gegenüber dem Sulzbacher Rasenplatz, ca. 0,2 km.
- Eisbach, von rechts auf etwa 335,6 m ü. NHN in Sulzbach, Gemeinde Sulzbach-Laufen, 9,2 km und 19,4 km².
- (Bach durch die Hechtklinge), von links an der Brücke des Sulzbacher Kocherwegs, 0,7 km.
- Hopfenbach, von links vor dem Altarm oberhalb von Altschmiedelfeld, 1,9 km und ca. 1,4 km².
- (Auengraben), von rechts gegenüber der Brühl, ca. 0,3 km.
- (Auengraben durch das Brühl), von links vor der Kocherbrücke bei Altschmiedelfeld, ca. 0,2 km.
- Krobach, von links an der Kocherbrücke bei Altschmiedelfeld, 1,8 km.
- (Zufluss von Sulzbach-Schafhaus), von links in den Altarm unterhalb von Altschmiedelfeld, ca. 0,2 km.
- (Zufluss vom Hasenberg), von rechts vor dem Bröckinger Wehr, ca. 0,5 km.
- (Auengraben entlang dem Hangfuß des Dürrenbergs), von links oberhalb der Bahnbrücke, ca. 1,5 km.
- Steigersbach, von links auf 327,1 m ü. NN[2] unterhalb der Straßenbrücke der K 2663 zwischen Gaildorf-Bröckingen und -Schönberg, 6,0 km und 16,5 km².
- (Bach aus der Starrenklinge), von rechts bei Gaildorf-Bröckingen, 2,2 km
- (Auengraben vom Hang unterhalb des Wachtfelds), von rechts gegenüber den Unterroter Kocherwiesen, ca. 0,3 km.
- (Graben), von rechts längs eines Feldweges, ca. 0,1 km.

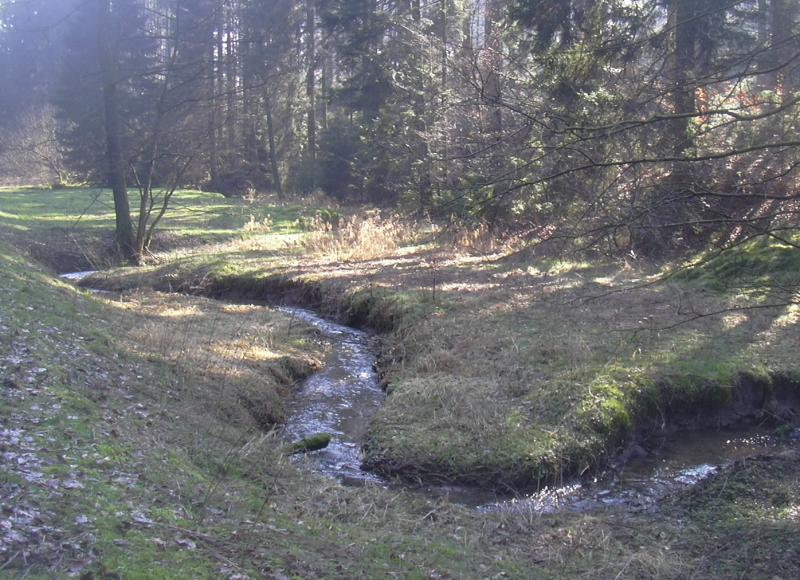
Die (Fichtenberger) Rot

- Fichtenberger Rot, von links und insgesamt Nordwesten auf 326,7 m ü. NN an der Gaildorf-Unterroter Kläranlage, 37,3 km und 137,4 km².
Siehe Liste der Zuflüsse der Fichtenberger Rot

### Mittellauf

#### Fichtenberger Rot bis Bühler
- Bröckinger Bach, von rechts gegenüber dem Unterroter Umspannwerk, 2,9 km und ca. 1,8 km².
- Häusersbach, von links auf ca. 323 m ü. NHN gegenüber Gaildorf-Münster Mühle, 1,1 km und ca. 0,6 km².
- Argersbach oder Rennichbach, von rechts an der Münster Mühle in den Mühlkanal, 2,7 km und ca. 1,1 km².
- Dahnbach, von rechts und Ostnordosten auf ca. 323 m ü. NHN durch Gaildorf-Münster, 2,2 km und ca. 1,4 km².
- Hagersbach, von rechts aus dem Nonnenloch (Klingenname) auf ca. 323 m ü. NN in die Gaildorfer Nordostschlinge des Kochers, 2,0 km und ca. 1,7 km².
- (Bach vom Nordfuß des Kappelesbergs), von links wenig unterhalb und gegenüber dem Gaildorfer Sportplatz auf 321,1 m ü. NN[3], 1 km. Größtenteils verrohrt.
- Schlossbach, von links vor der Großaltdorfer Kocherbrücke, 1,4 km und ca. 1,2 km².
- Steppach, im Oberlauf Wertbach, von rechts südlich von Gaildorf-Steppach auf 317,2 m ü. NHN, 5,1 km und 8,3 km².
- Steinlesbach, von links auf etwa 316 m ü. NHN unterhalb der Kocherbrücke der Bahnstrecke Waiblingen–Schwäbisch Hall-Hessental nach Gaildorf-Großaltdorf, ca. 2,1 km und ca. 1,0 km². Unbeständig.
- Kammersbach, von links auf etwa 314 m ü. NHN südlich von Ottendorf, 2,5 km und 1,2 km².
- Adelbach, von rechts auf 312,4 m ü. NHN gegenüber dem Ottendorfer Flürle, 4,8 km und 5,9 km².
- Schwärzenbach, von links auf etwa 311 m ü. NHN unterhalb der Kocherbrücke der B 19 bei Niederndorf, ca. 2,4 km und ca. 1,3 km².
- Mettelsbach, von links auf 310,3 m ü. NHN, 2,5 km und 2,7 km².
- Liensbach, von links auf etwa 310 m ü. NHN, 2,0 km und ca. 1,1 km². Unbeständig.
- (Auengraben im Landgraben), von rechts, 0,6 km.
- Glessbach aus dem Taubenloch am Steinbühl, von links auf etwa 309 m ü. NHN südlich von Rosengarten-Westheim gegenüber einer rechten Altarmschlinge, 1,3 km und ca. 0,7 km².
- Herbach, von rechts in die rechte Altarmschlinge, 1,1 km inklusive Altarmstück.
- (Zulauf aus der Aue), von links nach dem Altarmzulauf gegenüber, 0,2 km.
- Bibers, von links südlich der Westheimer Bibersstraße auf 308,7 m ü. NHN, 21,5 km und 63,3 km².
- (Zufluss vom Nordhangfuß des Hundsstalls), von rechts gegenüber der Westheimer Kläranlage, 0,3 km.
- Rattersbach, von rechts auf etwa 305,8 m ü. NHN unterhalb von Westheim, 1,1 km und ca. 0,8 km². Lange unbeständig.
- (Mühlkanal der Michelbach an der Bilz-Hirschfeldener Neumühle), von rechts unterhalb der Straßenbrücke der K 2596, 0,6 km. Zweigt zuvor an der Ziegelhütte ab.
- (Mühlkanal Wilhelmsglück), von links gegenüber dem nördlichen Wilhelmsglücker Muschelkalkbruch, 0,6 km. Zweigt zuvor gegenüber der Südspitze des Steinbruchgeländes ab.
- Bensenbühlbach, von links bei Rosengarten-Uttenhofen gegenüber dem auslaufenden Westsporn der Michelbacher Langen Ebene, 0,8 km.
- Unterbach, von links östlich der Uttenhofener Kläranlage, 0,6 km.
- Michelbach, von rechts westlich von Michelbach an der Bilz gegenüber dem Wasserwerk in der Kocheraue, 1,9 km und 3,0 km².
- Remsbach, von rechts auf 294,5 m ü. NHN südlich von Gschlachtenbretzingen, Gemeinde Michelbach an der Bilz, 3,6 km und 3,8 km².
- (Zufluss), von links beim Fuchsloch, 0,7 km. Unbeständig.
- (Zufluss), von links am Kocherknie gegenüber dem Lichsbühl, 0,6 km. Unbeständig.
- (Bach aus der Pumpersklinge oder Bombasklinge)[4], von rechts aus Richtung Gschlachtenbretzingen kurz vor einer Feldwegbrücke südlich von Rosengarten-Tullau, ca. 1,3 km[5] und ca. 0,8 km².[6] Unbeständig.
- Rittersbach, von links in Rosengarten-Tullau in den dortigen Mühlkanal, 2,2 km und 2,5 km mit dem längeren Oberlauf Blümelbach sowie ca. 2,4 km².
- Luckenbach, von links zwischen Tullau und dem Eisenbahnviadukt der Hohenlohebahn durch die Eselsklinge, 2,8 km und 3,6 km².
- Zwischen Tullau und dem Schwäbisch Haller Stadtteil Steinbach durchfließt der Kocher den auch Steinbacher See genannten Tullauer Stausee.
- Waschbach, von rechts an der Steinbacher Kocherbrücke, 3,9 km und 8,3 km².
- Wasserkunst, von rechts am Steinbacher Steg zu den Kocherwiesen, 0,5 km. Unterlauf verrohrt.
- Badersklingenbach durch die Badersklinge, von rechts beim Steg am Südende der Schwäbisch Haller Ackeranlagen, 2,3 km und 1,2 km².
- Heimbach, von links an der Ritterbrücke in Schwäbisch Hall, 2,1 km und 1,7 km². Teilweise verrohrt.
- Schuppach, von rechts durch die Straße Am Spitalbach in Schwäbisch Hall, mindestens 1,0 km. Völlig verdolt.
- Wettbach durch die Wettbachklinge, von rechts in Schwäbisch Hall am Heizwerk in der Salinenstraße, 4,1 km und 3,0 km². Fällt sommers im Oberlauf wie in der unteren Klinge trocken.
- Ohrenklingenbach durch die Ohrenklinge, von links in Schwäbisch Hall an der Holzbrücke beim Feuerwehrmuseum, 0,7 km und unter 0,4 km². Sommers in der Klinge meist trocken.
- Eltershofer Bach, von rechts im Stadtteil Gelbingen von Schwäbisch Hall vor der Feldbrücke zur Haller Kläranlage, 0,8 km und ca. 1,3 km². Im Dorfbereich verrohrt.
- Schleifbach durch die Schleifbachklinge, von links in die Gelbinger Südwestschlinge des Kochers gegenüber der Spitze des Umlaufbergs Neuberg, 3,7 km und 4,9 km². Künstlicher Wasserfall in der Klinge mit Sinterbildungen.
- (Stollenkanal durch den Gelbinger Neuberg), von links unterhalb des Neuberg-Sattels (B 19-Schneise), 0,4 km. Zweigt wenig unterhalb der Gelbinger Feldbrücke rechts vom Kocher ab, dessen Lauf bis zur Wiederaufnahme etwa die sechsfache Länge hat; der Durchfluss wird vor der Mündung verstromt.
- (Klingenbach vom Tannenberg), von rechts, 0,5 km. Unbeständig.
- Schmiedbach, von links beim Weiler Obermünkheim von Untermünkheim, 4,9 km und 9,9 km².
- Dobelbach, von links in Untermünkheim unterhalb der Brücke der B 19, 5,6 km mit dem längsten Oberlauf Sperbersbach und 7,8 km².
- Hohlertsklingenbach[7] durch die Hohlertsklinge, von rechts gegenüber Untermünkheim-Haagen, 1,7 km.
- (Bach durch die Ewige oder Ameisenklinge)[8], von rechts nach Haagen nach dem Rückfluss des dortigen Mühlkanals, 0,9 km. Unbeständig.
- Enselbach durch die Hohklinge, von links und etwa Nordnordwesten auf wenig über 252,4 m ü. NHN nach der Brücke zur Kanalinsel in den linksseitigen Mühlkanal in Untermünkheim-Enslingen, 1,9 km und ca. 1,8 km². Entfließt auf etwa 418 m ü. NHN einem Kleinteich am Ostrand von Untermünkheim-Gaisdorf. Unbeständig.

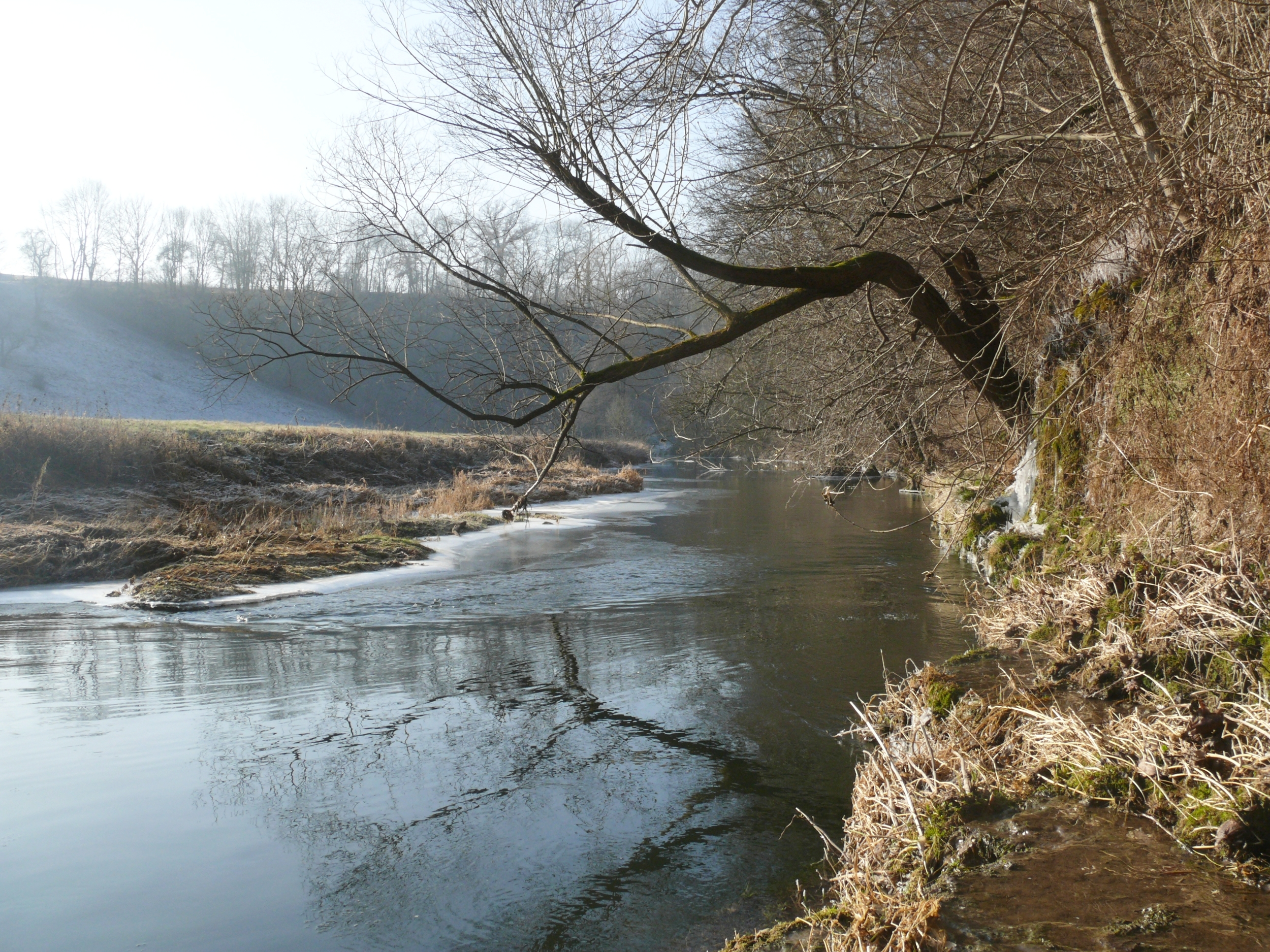
Die Bühler

- (Hangzufluss vom mittleren Pfaffenberg), von links kurz vor dessen Rückmündung in den Enslinger Mühlkanal, 0,4 km.
- (Hangzufluss von Schönenberg)[9], von links vor der Kläranlage Enslingen in den Kocher selbst, 0,8 km.
- Diebach, von rechts vor dem Radwegsteg südlich von Geislingen am Kocher, Gemeinde Braunsbach, 4,3 km und 7,0 km².
- Bühler, von rechts und insgesamt Südosten auf 247,4 m ü. NHN am Westrand von Geislingen am Kocher, 48,5 km und 276,9 km².
Siehe Liste der Zuflüsse der Bühler

#### Bühler bis Kupfer
- Schorrengraben, von rechts in Geislingen, 1,0 km und ca. 0,4 km².
- Geißklingenbach, von links und insgesamt Westnordwesten auf etwa 249 m ü. NHN an der Flussbrücke der L 1045 bei Geislingen, 1,6 km und ca. 2,2 km².
- Kirchenwegbach, von links nach der Kochertalbrücke bei Geislingen, 1,3 km. Nur in der Aue beständig.
- Grimmbach, von rechts und insgesamt Ostnordosten auf 245,8 m ü. NHN vor Braunsbach, 11,2 km mit Oberlauf Elber und 30,4 km².
- Schloßbach, von rechts in Braunsbach, 1,6 km und ca. 0,5 km².
- Orlacher Bach, von rechts in Braunsbach gleich nach dem Wehr, 4,6 km und 6,4 km².
- Hagenbach, von links bei Braunsbach-Rückertshausen gegenüber dem Wasen, 0,9 km.
- Hagenbach (ein weiterer!), von links bei Rückertshausen gegenüber dem Wasen, zur Gänze trockenfallend, 1,1 km.
- Grauklingenbach oder Schmellbach, von rechts bei Braunsbach-Jungholzhausen gegenüber dem Braunsbach-Döttinger Wasen, 1,6 km und 0,9 km².
- Jungholzhausener Bach, von rechts auf ca. 235 m ü. NHN vor der Kocherbrücke nach Döttingen, 2,5 km und 1,8 km².
- Eschentaler Bach, von links nach der Döttinger Brücke, 7,1 km und 12,9 km².
- Reichenbach, von rechts in Braunsbach-Steinkirchen unterm Wehr, 5,1 km und 6,4 km².
- (Bach durch die Brandklinge), von links nach einer Feldwegbrücke unterhalb von Steinkirchen, 0,5 km.
- Hirschbach[10] (!), von rechts kurz vor Braunsbach-Weilersbach, ca. 1,3 km und ca. 0,5 km². Unbeständiger Hangbach.
- Weilersbach, von rechts bei Weilersbach, 4,6 km und 6,5 km².
- Baierbach, von links aus der Brandklinge gegenüber Braunsbach-Weilersbach, 2,4 km und 1,5 km².
- (Auengraben), von rechts vor dem Künzelsau-Kocherstettener Kocherwehr, 0,6 km.
- Erlesbach, von rechts in Künzelsau-Kocherstetten an der Flussbrücke, 4,9 km und 4,5 km².
- Heiligenbach, von rechts in Künzelsau-Kocherstetten, 3,4 km und 2,6 km².
- (Bach durch die Rainlesbergklinge), von rechts bei Künzelsau-Kocherstetten, 1,1 km und 0,9 km².[1] Nimmt wenige Schritte vor der Mündung einen ähnlich langen linken Arm aus eigener Klinge auf. Die Klingen unterhalb des Künzelsau-Laßbacher Kügelhofes wurden und werden vielleicht noch auch Kügelklingen genannt.[11]
- Etzlinsweiler Bach, von links und Süden auf etwa 222 m ü. NHN vor Künzelsau-Buchenmühle, 2,2 km und 2,4 km².
- (Bach durch die Sauklinge), von rechts am Ostrand von Künzelsau-Morsbach.
- Pferdsbächle, von rechts im östlichen Morsbach, über 0,3 km und unter 0,2 km². Zufluss aus Versinkung am Ohrenbach (zum Deubach) 1,9 km entfernt.[12]
- (Bach durch die Stöcklesklinge), von rechts in Morsbach, 0,7 km.
- Morsbach, von links und Süden auf etwa 218 m ü. NHN am Westrand von Morsbach, 1,0 km und 1,1 km².
- (Bach aus der Garnberger Klinge), von rechts und Nordosten auf etwa 216 m ü. NHN am Ostrand von Künzelsau, 1,5 km und ca. 0,5 km².
- Künsbach, von links in Künzelsau verdolt unter der Hauptstraße, 7,5 km mit dem Oberlauf Bauersbach und 10,7 km².
- (Bach durch die Katzenklinge), von links in Künzelsau an der Kläranlage, 1,4 km.
- → (Abgang des EVS-Kanals nach Ingelfingen), nach rechts bei Künzelsau-Nagelsberg am Auensportplatz
- (Bach durch die Scheurachsklinge), von links bei Künzelsau-Scheurachshof in den Kocher kurz nach Abgang dem vorigen, 0,5 km.
- Deubach, von rechts bei Künzelsau-Nagelsberg nach Kreuzen des EVS-Kanals nach Ingelfingen in den Kocher selbst, 8,4 km und 22,5 km².
- ← (Rücklauf des EVS-Kanals nach Ingelfingen), von rechts in Ingelfingen nach der Flussbrücke, 2,3 km und 1,2 km².
- Schulklingenbach, von rechts bei Ingelfingen am Auensportplatz, 1,8 km und 3,2 km².
- Löhlesklingenbach, von links gegenüber von Ingelfingen, 1,1 km und ca. 1,6 km.
- (Bach durch die Innere Klinge), von rechts durch Ingelfingen-Criesbach, 0,8 km und ca. 1,2 km
- Egelgraben, von rechts bei Ingelfingen-Criesbach, 1,9 km und 1,2 km². Ein Auengraben entlang des hier recht kocherfernen rechten Hangfußes, in der TK25 nicht eingetragen.
- Forellenbach, von links in Niedernhall vor der Flussbrücke, 4,4 km und 6,7 km².
- Löchlesbach, von links gegenüber dem Wohnplatz Schloß vor Weißbach, 0,6 km und ca. 0,2 km
- Halberger Bach, von rechts auf etwa 195 m ü. NHN in Weißbach vor der Flussbrücke, ca. 1,8 km und ca. 1,0 km².
- Langenbach, von rechts auf etwa 195 m ü. NHN in Weißbach nach der Flussbrücke, 9,4 km und 14,5 km².
- (Bach durch die Hausbergklinge), von rechts bei Weißbach, 0,3 km.
- Kupfer, von links und Südosten auf etwa 191 m ü. NHN in Forchtenberg, 25,9 km und 72,5 km².

### Unterlauf

#### Kupfer bis Brettach
- Wülfinger Bach, von rechts auf ca. 304 m ü. NHN beim Wohnplatz Neu-Wülfingen der Stadt Forchtenberg, 5,0 km ab dem Ursprung seiner Oberläufe sowie 7,6 km². Beide Oberläufe beginnen als Weggräben auf ca. 363 m ü. NHN nordnordöstlich bzw. nordöstlich von Forchtenberg-Schleierhof.
- Ellbach, von rechts auf 186,6 m ü. NHN vor Forchtenberg-Ernsbach, ca. 3,8 km und 4,6 km².
- Stelzersklingenbach, von rechts auf etwa 186 m ü. NHN bei Ernsbach, 2,3 km und ca. 1,5 km².
- Ernsbach, von rechts auf etwa 185 m ü. NHN in Ernsbach, 2,5 km und 1,9 km².
- (Bach durch die Gänsbergklinge), von rechts und Nordosten auf etwa 184 m ü. NHN kurz nach Ernsbach, 0,6 km und über 0,3 km². Unbeständig.
- Sall, von links und Ostsüdosten auf 184 m ü. NHN nahe der Ziegelhütte von Forchtenberg-Sindringen, 21,3 km und 52,3 km².
- Kaibach, von rechts auf etwa 183 m ü. NHN in Sindringen, 2,8 km und ca. 1,8 km². Unbeständig mit höchsten Ursprung auf etwa 329 m ü. NHN am Holzweiler Hof von Sindringen.
- → (Abgang des Ohrnberger EVS-Kanals nach Ohrnberg), nach rechts in Sindringen. Läuft am rechten Hangfuß und nimmt drei größere rechte Zuflüsse auf.
- Engelbach, von rechts auf etwa 183 m ü. NHN am unteren Ende von Sindringen in den EVS-Kanal, ca. 1,7 km und 1,5 km².
- (Bach aus der Trautenklinge), von rechts auf etwa 183 m ü. NHN nach Sindringen in den EVS-Kanal, 0,9 km und 1,0 km².
- Fischbach, von rechts auf etwa 183 m ü. NHN bei Öhringen-Buchhof in den EVS-Kanal, 3,3 km und 5,6 km².
- (Bach aus dem südlichen Poppenrot), von links kurz danach in den Kocher selbst, 0,5 km.
- ← (Notüberlauf des Ohrnberger EVS-Kanals nach Ohrnberg), von rechts bei Öhringen-Neuenberg, 4,3 km und 2,9 km² (ohne die drei zuvor genannten Zuläufe). Das genutzte Wasser fließt wenige Schritte danach in einen etwa einen Kilometer langen, südwestwärts führenden Stollen zum Elektrizitätswerk nach Ohrnberg, an dem es in den Kocher zurückläuft.
- Pfahlbach, von links bei Öhringen-Ohrnberg, 5,6 km und 10,3 km².

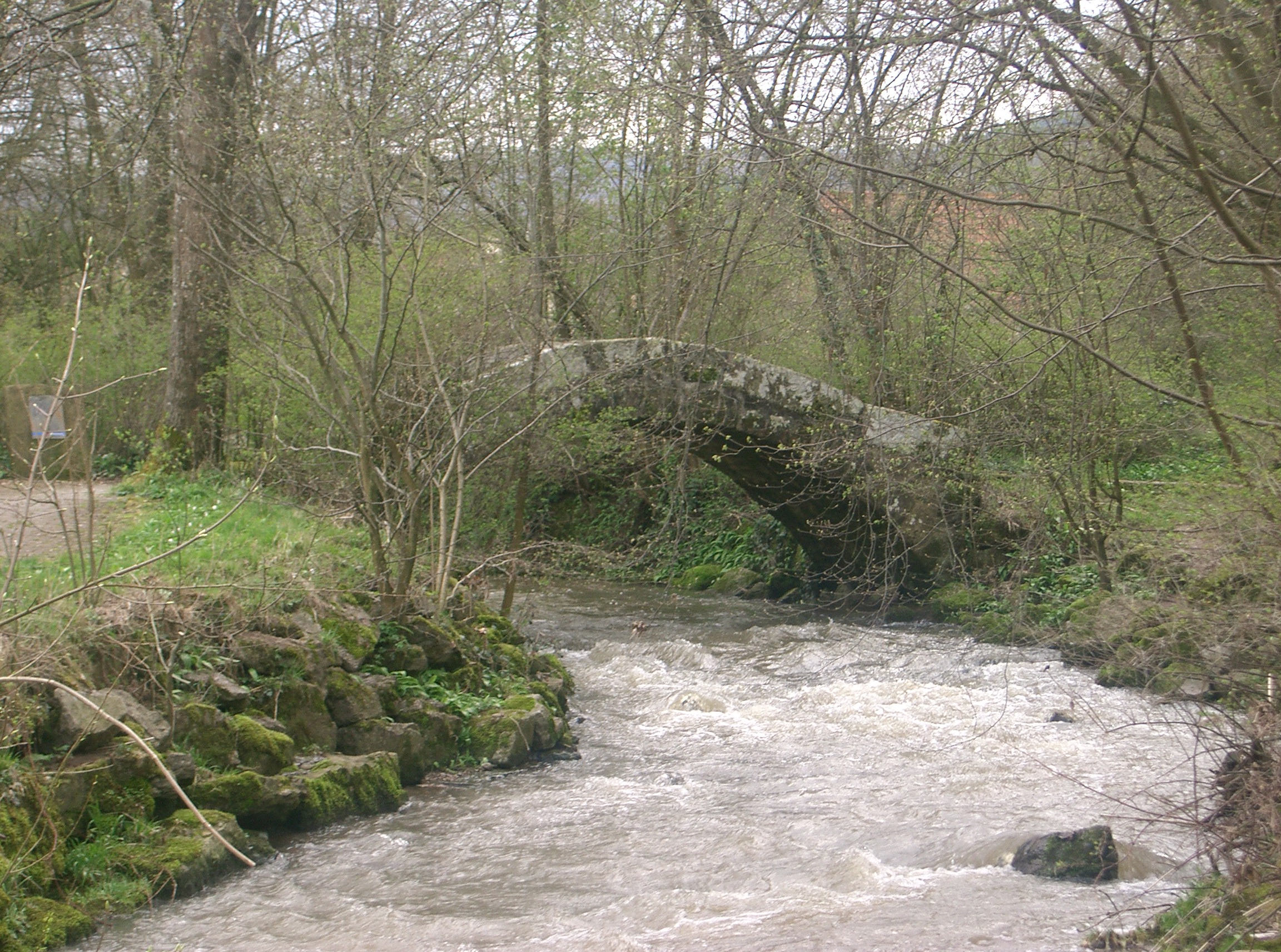
Die Ohrn

- Ohrn, von links und insgesamt Südosten auf etwa 174 m ü. NHN bei Öhringen-Ohrnberg, 32,9 km und 153,3 km².
- ← (Rücklauf des Nutzwassers aus dem Ohrnberger EVS-Kanal), von rechts auf 172,5 m ü. NN am Elektrizitätswerk nach Ohrnberg.
- Erlenbach, von links gegenüber von Öhringen-Möglingen oberhalb des Wehrs, 0,5 km und 1,6 km².
- Lehlesbach, von rechts und insgesamt Nordnordosten auf etwa 169,1 m ü. NHN vor Hardthausen am Kocher-Kochersteinsfeld, 3,0 km und ca. 3,5 km².
- (Bach aus der Lauersklinge), von links bei Kochersteinsfeld, 0,9 km.
- Auerbach, von links gegenüber Kochersteinsfeld nach der oberen Kocherbrücke, 1,0 km.
- Steinbach, von rechts durch Kochersteinsfeld nach einer Bachbrücke über den Mühlkanal auf etwa 168 m ü. NHN in den Kocher selbst, 5,0 km und 8,5 km².
- Messbach, von rechts nach Kochersteinsfeld gegenüber einem Kocher-Altarm, 0,8 km.
- Buchsbach, von rechts auf etwa 167 m ü. NHN bei Hardthausen-Buchsmühle, 7,7 km und 13,9 km².
- Heckenfließbach, Oberlaufname Riedbach, von links auf 166,1 m ü. NHN gegenüber Gochsen, Gemeinde Hardthausen am Kocher, 4,6 km und ca. 3,5 km².
- (Abfluss des Gänsbrunnens), von links in den Kocher selbst im Bereich des Gochsener Triebwasserkanals
- Rossbach, von rechts und Norden auf etwa 161 m ü. NHN unterhalb der Kochertalbrücke der A 81 zwischen Gochsen und Neuenstadt am Kocher-Bürg, 2,8 km und 3,0 km².

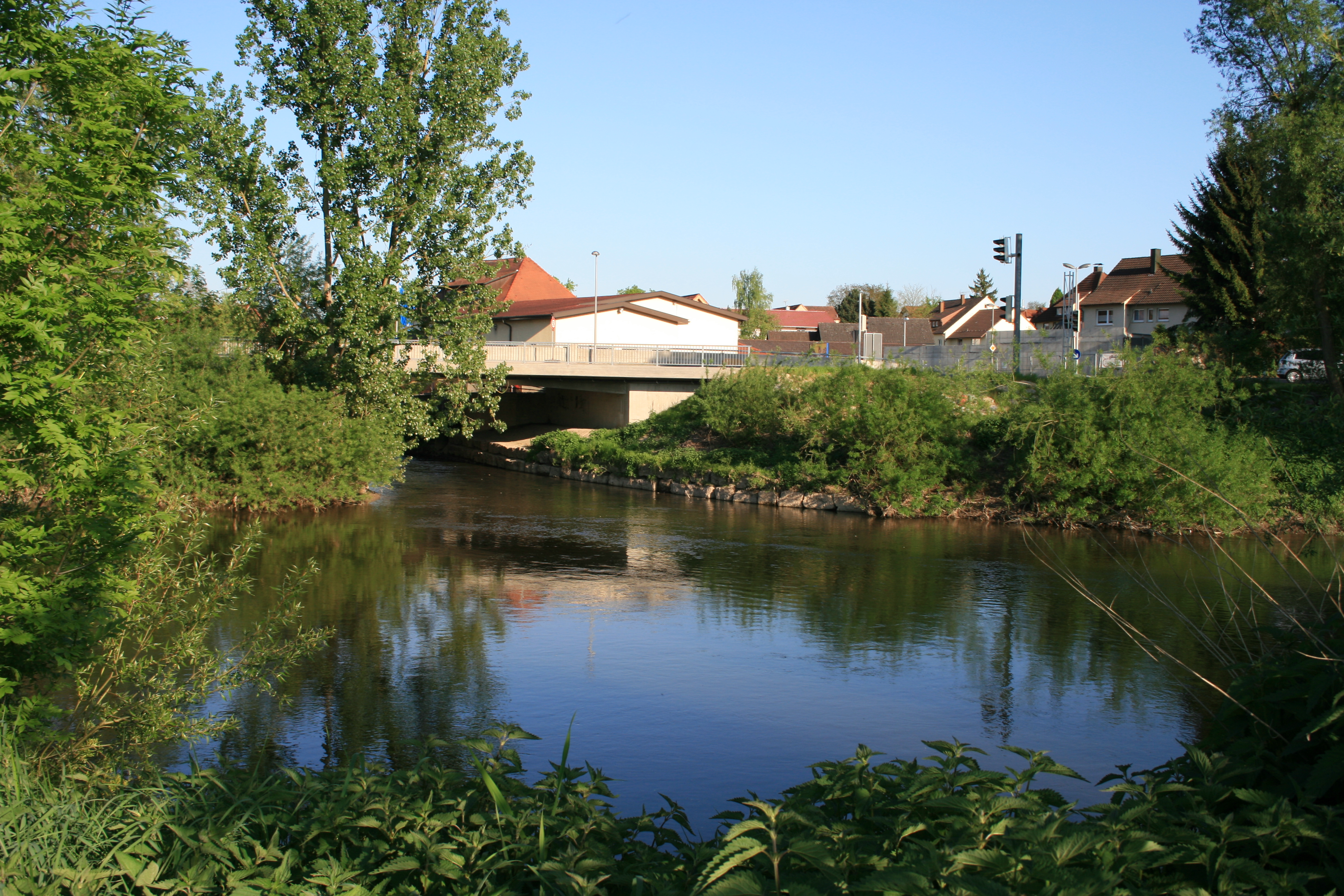
Die Brettach

- Brettach, von links und insgesamt Südosten auf 160 m ü. NN in Neuenstadt am Kocher an der Kocherbrücke nach Kochertürn, 42,0 km und 153,5 km².

#### Brettach bis Mündung
- Wäschbach, von links auf etwa 160 m ü. NHN nach Neuenstadt, 2,3 km und ca. 2,8 km².
- Brünnle, von links und insgesamt Westsüdwesten auf etwa 159 m ü. NHN vor dem linkskocherischen Gewerbegebiet des Stadtteils Kochertürn von Neuenstadt, 0,8 km und ca. 0,7 km².
- Merzenbach, mit Abschnittsnamen Osterbach am Ober- und Brackentalbach am Mittellauf, von rechts und Nordosten auf 159,4 m ü. NHN vor dem Sportplatz von Neuenstadt-Kochertürn, 4,6 km und ca. 3,5 km².
- Giesgraben, von rechts auf 156,1 m ü. NHN beim Stadtteil Stein am Kocher von Neuenstadt am Kocher, 4,3 km und 4,5 km².
- Kohlbach, von rechts auf etwa 154 m ü. NHN bei Stein am Kocher, 3,6 km und ca. 3,9 km².
- Lobenbach, von rechts auf etwa 154 m ü. NHN nahe dem Wohnplatz Lobenbacherhof von Stein am Kocher, 1,7 km und ca. 1,7 km².
- Grollenhofgraben, von rechts beim Weiler Buchhof von Stein am Kocher, 0,6 km.
- Neuhöfer Graben, von rechts beim Weiler Falkenstein der Gemeinde Oedheim, 1,6 km.
- Weihergraben, von links vor Oedheim, 1,4 km.
- Willenbach, von rechts gegenüber dem Landeplatz Oedheim, 0,8 km.
- → (Abgang des Salinenkanals), nach rechts unmittelbar nach der Oedheim mit dem Stadtteil Hagenbach von Bad Friedrichshall verbindenden Bahnbrücke. Er ist 3,7 km lang und mündet etwa einen Kilometer neckarabwärts vom Kocher selbst an der Elsenztalbahnbrücke zwischen Friedrichshall-Jagstfeld und Wimpfen von rechts in den Neckar.
- Merzenbach, von links und insgesamt Westen auf etwa 145 m ü. NHN im Stadtteil Kochendorf von Friedrichshall am Schloss Lehen in den Mühlkanal neben dem Kocher, ca. 6,3 km mit längerem Oberlauf Hirschbach und ca. 7,6 km².

Mündung des Kochers beim Stadtteil Kochendorf von Bad Friedrichshall in den Seitenkanal Kochendorf, ganz kurz vor dessen Wiederzusammenfluss mit dem Neckar selbst.